# Džoni Vir
Džon G. „Džoni“ Vir (engl. Johnn G. "Johnny" Weir; Koutsvil, 2 jul 1984) američki je klizač u umetničkom klizanju. Počeo je da kliza relativno kasno, u svojoj 12. godini, a njegov prvi klizački idol bila je Oksana Bajul. Mada je počeo kasno, brzo je napredovao kroz svoja USFSA takmičenja, pritom uspešno prolazeći kroz sve juniorske nivoe. 
Vir je osvojio Američku nacionalnu titulu u januaru 2004. godine i bio peti ne Svetskom prvenstvu u martu iste godine. Sledeće godine uspešno je odbranio Američku nacionalnu titulu, dok je na Svetskom prvenstvu bio četvrti. Debitovao je na svojim prvim Zimskim olimpijskim igrama u Torinu, pre nego što je pobedio po treći put na nacionalnom šampionatu. Posle drugoplasiranog programa u kratkom programu, Vir je otklizao poprilično slabo u svom slobodnom programu (ostavljajući po stranu činjenicu da je zakasnio pri ulasku u Arenu). Zavrsio je na petom mestu.
Vir trenira u areni “Pond Ice”, u Delaveru sa trenerom Prisilom Hil, mada ga je jedno vreme trenirala i čuvena Tatjana Tarasova (dok se nije povukla). Poznat je po svojoj osobenosti i karakteru, kako na ledu tako i van njega. Na primer, u svojim intervjuima često spominje važnost da oseća da u toku klizanja ima dobru auru uz sebe i da vidi američku pevačicu Kristinu Agileru kao jednog od svojih uzora. 
Studirao je lingvistiku na Delaver Univerzitetu, pre nego što je napustio studije posle druge godine da bi se skoncentrisao na klizanje. Na pitanje šta će da radi kada se bude završila njegova klizačka karijera, odgovarao bi da će najverovatnije da se bavi studijama modnog dizajna na Institutu Mode i Tehnologije ili će ići u Parsonovu školu dizajna u Njujorku. Takođe se proglasio fanom "Ruske škole klizanja" kojoj se divi do te mere da je upoznat i sa samim jezikom.
Takođe govori i francuski.
Godine 2003. i 2004. naizmenično je upoređivao i menjao svoje kostime, koje je nazivao svakavim imenima, što je razljućivalo komisiju i sudije klizačkih takmičenja. 
Tokom Virovog programa 2006. na Olimpijskim igrama, Rudi Galindo, klizač homoseksualnih sklonosti koji se povukao pre par godina, pobunio se protiv Vira optužujući ga da je kopirao njegov način klizanja i zahtevajući od medija da ga pita da li je homoseksualac. Vir je odbio da odgovori, braneći se time da činjenica šta on radi u krevetu i sa kim spava nema nikakve veze sa onim šta radi dok je na ledu. 
U svojoj biografiji Welcome to my World je se javno deklarisao kao gej. Navodi, da je to prvenstveno učinio, zbog učestalih samoubistava gejeva u SAD. 31. Decembra 2011. je venčao svog dotadašnjeg dečka Viktora Voronova, američkog advokata ruskog porekla.

## Takmičarski rezultati
- 2006 — 2007:
  - 6. mesto na Svetskom prvenstvu
  - 3. mesto na U.S. Šampionatu
  - povukao se sa takmicenja Grand Prix
  - 2. mesto na takmicenju “Cup of Russia“
  - 3. mesto na takmicenju “Skate Canada”
  - 1. mesto na takmicenju “Campbell’s international Figure Skating Classic”

- 2005 — 2006:
  - 7. mesto na Svetskom prvenstvu
  - Peto mesto na XX Olimpijadi
  - Nacionalni šampion
  - 1. na takmičenju “Marshalls U.S. Figure Skating Challenge”
  - 3.na Kupu Rusije
  - 7. na takmičenju “Skate Canada “
  - 4. mesto na Campbell's International Figure Skating Classic
  - 4. mesto na Japan International Challenge

- 2004 — 2005:
  - 2. na takmičenju “Marshalls U.S. Figure Skating Challenge”
  - 4. mesto na Svetskom prvenstvu
  - Nacionalni šampion
  - 4. mesto na takmičenju “Marshalls World Cup of Figure Skating”
  - 2. na Kup-u Rusije
  - 1. na takmičenju “Grand Prix Trophée Eric Bompard Cachemire”
  - 1. na takmičenju “NHK Trophy”
  - 4. mesto na takmičenju “Campbell's International Figure Skating Classic”

- 2003 — 2004:
  - 3. mesto na “Marshalls World Skating Challenge”
  - 5. na Svetskom prvenstvu
  - Nacionalni šampion
  - U.S. Šampionat - odustao (2. posle kratkog programa )

- 2001 — 2002:
  - 1. na takmičenju “Hershey's Kisses Challenge” (Kao tim)
  - 4. mesto na takmičenju četiri kontinenta
  - 5. na U.S. Šampionatu
  - 3. na takmičenju “Trophée Lalique”
  - 7. na takmičenju “Skate Canada”
  - 10. mesto na “Goodwill Games”

- 2000 — 2001:
  - Svetski Juniorski šampion
  - 6. na U.S. šampionatu
  - 2. mesto na “Harbin Junior Grand Prix”
  - 6. mesto na tamkičenju “St. Gervais Junior Grand Prix”

- 1999 — 2000: 
  - 5. na Juniorskom U.S. Šampionatu
  - 1. mesto na juniorskomtakmičenju Eastern Sectional
  - 2. mesto na juniorskom takmičenju Piruetten Junior Grand Prix

- 1998 — 1999: 
  - 4. na Juniorskom U.S. Šampionatu
  - 7. na Svetskoj Juniorskoj tim selekciji

- 1997 — 1998: 
  - 3. na U.S. šampionatu za početnike

- 1996 — 1997: 
  - 4. na Juniorskoj Olimpijadi, Polaznici

## Spoljašnje veze
- Figure Skaters Online: Johnny Weir - Oficijelna stranica
- Michael Collins Enterprises Vir fan strana
- Džoni Vir: zvezda u usponu
- USFSA Biografija
- ISU Biografija
- Johnny Weir Linkcollection
- Oficijelna U.S. Olimpiski tim biografija
- SCNY - Klizački klub u Njujorku]
- Van klizališta